# Mazdak
Mazdak († 528 nebo 529) byl perský lidový kazatel, s jehož jménem jsou spojeny největší sociální nepokoje v historii sásánovské říše. Jeho původ, doba narození i životní osudy před první polovinou devadesátých let 5. století jsou buď nejasné, nebo jsou předmětem sporů. Podle pozdních pramenů mohl být prostým mágem, královským pokladníkem i veleknězem zarathuštrovské církve.

## Mazdakovo učení
Mezi badateli existují značné názorové rozdíly na to, kde hledat kořeny mazdakismu. Podle některých kronik ovlivnily Mazdaka myšlenky jistého Bunda, který kolem roku 300 hlásal v Římě učení Máního, a z toho by se dalo vyvozovat, že šlo v podstatě o manichejskou sektu. Mnohem pravděpodobnější však je, že Mazdak převzal do své duchovní výbavy ideje, v nichž se odrážely různé filozoficko-náboženské představy, od manicheismu a gnoze až po zarathuštrismus.
Jádrem Mazdakova učení byl názor, že původ všeho zla má sociální kořeny a že je třeba změnit uspořádání společnosti. V dřívějších dobách měli lidé vše společné, dokonce i ženy, později se však někteří zmocnili majetku a porušili harmonický stav. K němu je třeba se vrátit, neboť jen tak bude odstraněna chudoba. Je zřejmé, že na Mazdakovy představy měly vliv neutěšené poměry v sásánovské říši druhé poloviny 5. století, vyvolané katastrofálním suchem a následnou neúrodou i vážnými porážkami od Hefthalitů, hunského etnika ze střední Asie.

## Mazdakovské bouře
Pro Mazdakovy životní osudy mělo rozhodující význam, že se mu podařilo získat na svou stranu perského krále Kaváda I. vládnoucího od roku 488. Nakolik přitom v Kavádově případě hrály roli mocensko-politické kalkulace (snaha omezit moc šlechty), je nejasné, vyloučit nelze ani jeho opravdové zanícení pro novou nauku. Každopádně dal král v letech 494/495 tichý souhlas k tomu, aby mazdakisté vnikali do domů bohatých, brali jim jejich majetek, zabavovali stáda a rozdělovali si ženy z harémů. Tyto akce provázely rozsáhlé násilnosti.
Sociální nepokoje trvaly více než rok a skončily roku 496 státním převratem, v jehož průběhu byl král Kavád sesazen a uvězněn (později se mu zdařil útěk k Hefthalitům). Na příští tři roky se stal panovníkem Kavádův bratr Zámásp, jehož poměr k Mazdakovi byl smířlivý, nikoli však tak vstřícný jako za předchozí vlády. Zdá se, že situace v říši se postupně stabilizovala, třebaže v nových podmínkách – moc staré šlechty byla vážně oslabena.

## Potlačení mazdakismu
Roku 499 se Kavád I. vrátil s hefthalitskou pomocí do Persie, svrhl svého bratra a opět dosedl na trůn. Mazdak nabyl opět velkého vlivu u dvora, přesto se však neopakovala krize z devadesátých let; král již nestrpěl v říši žádné nekontrolované akce. Více než dvě desetiletí držel pak Kavád nad mazdakisty ochranou ruku, k nelibosti šlechty i mágů. Nakonec však pod vlivem designovaného následníka trůnu, prince Husrava, nastal v jeho mínění posun, jehož prvním příznakem byla poprava vysokého hodnostáře Sijávuše, hlavní opory hnutí. Mazdakistům napříště nepomohl ani fakt, že oba starší Kavádovi synové, Kavus a Zám, s nimi sympatizovali.
Někdy v letech 528/529 zorganizoval princ Husrav teologickou disputaci mezi Mazdakem a zarathuštrovskými duchovními, která skončila v Mazdakův neprospěch. Krátce na to byli hlavní představitelé hnutí i se svým vůdcem popraveni. Podle jedné pověsti byl Mazdak hozen do kotle s vroucí smolou, podle jiných zpráv ho sťali či oběsili. Navzdory tomu přežíval mazdakismus v některých horských oblastech Íránu ještě v dobách arabské nadvlády.